# Nonn

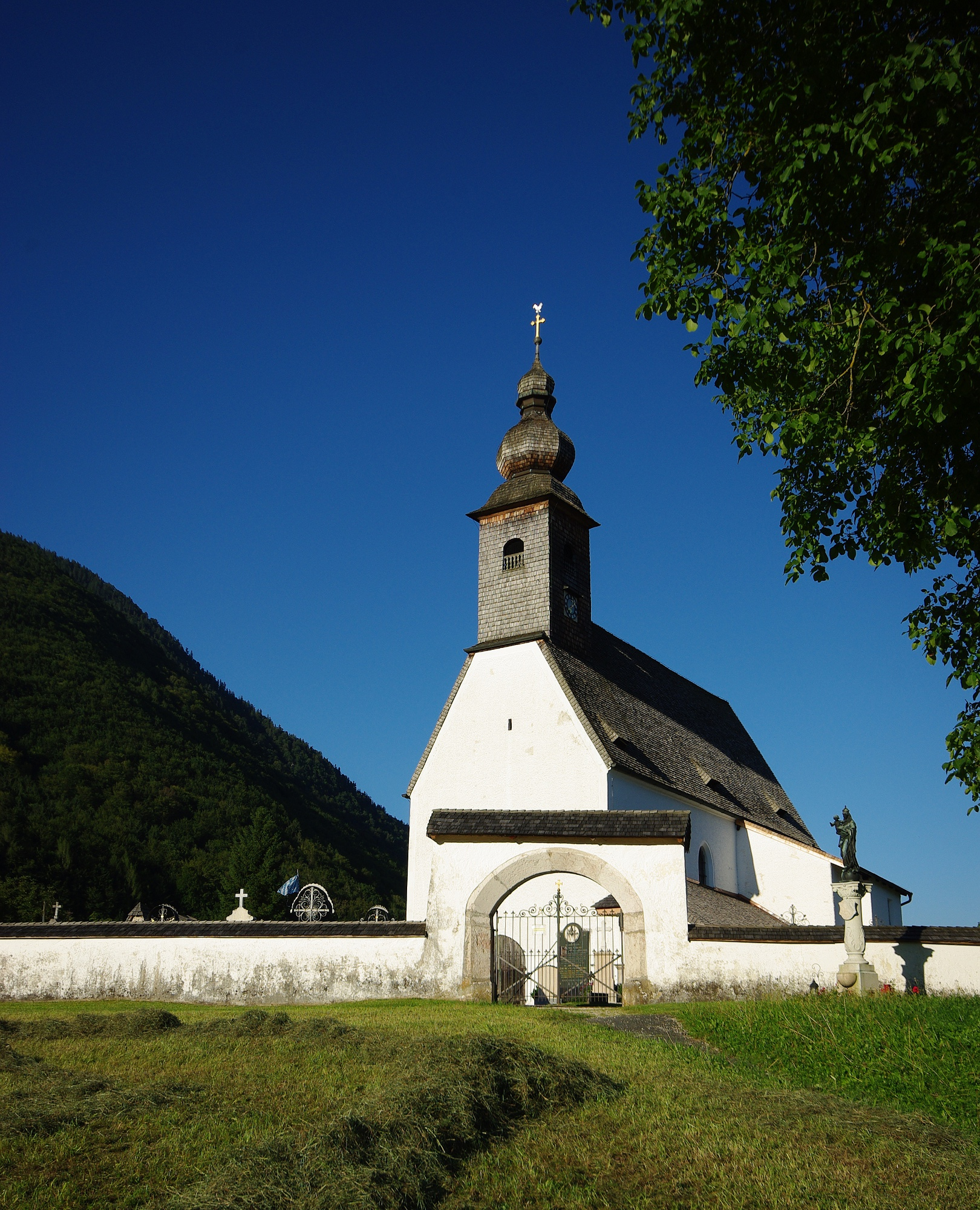
Kirche St. Georg

Nonn (früher auch: Nana, Nane und Nan) ist ein Ortsteil von Bad Reichenhall im oberbayerischen Landkreis Berchtesgadener Land.

## Geschichte
Das Kirchdorf Nonn wird bereits im 8. Jahrhundert als „Nana“ in der Notitia Arnonis erwähnt. Bereits zu dieser Zeit wurde die Kirche als Holzbau errichtet und 1144 dem Augustiner-Chorherrenstift St. Zeno unterstellt. Nach dem Gemeindeedikt von 1818 gehörte es zur ehemaligen Gemeinde Karlstein und wurde mit dieser am 1. Mai 1978 im Zuge der Gemeindegebietsreform in die Stadt Bad Reichenhall eingegliedert. Nonn erstreckt sich am Südhang des Hochstaufen und gliedert sich in Nonner Unterland 474 m (östlicher Teil) und Oberland 584 – 640 m (auf dieser Höhe liegt der Listsee) (westlicher Teil).
Ein wichtiger Bestandteil des lokalen Brauchtums ist das Perchtenlaufen am 5. Januar, in der letzten Raunacht. 
In Nonn befindet sich die Kirche St. Georg (Nonner Kircherl) mit einem sehenswerten Altar aus der Werkstatt des Laufener Meisters Gordian Guckh.
Die Wirtschaft ist von Fremdenverkehr (Gastronomie und Vermietung) und Landwirtschaft geprägt.